# Albești (Costanza)
Albeşti (in turco Akbaş) è un comune della Romania di 3 369 abitanti, ubicato nel distretto di Costanza, nella regione storica della Dobrugia.
Il comune è formato dall'unione di 5 villaggi: Albești, Arsa, Coroana, Cotu Văii, Vârtop.